# Tony Orlando and Dawn

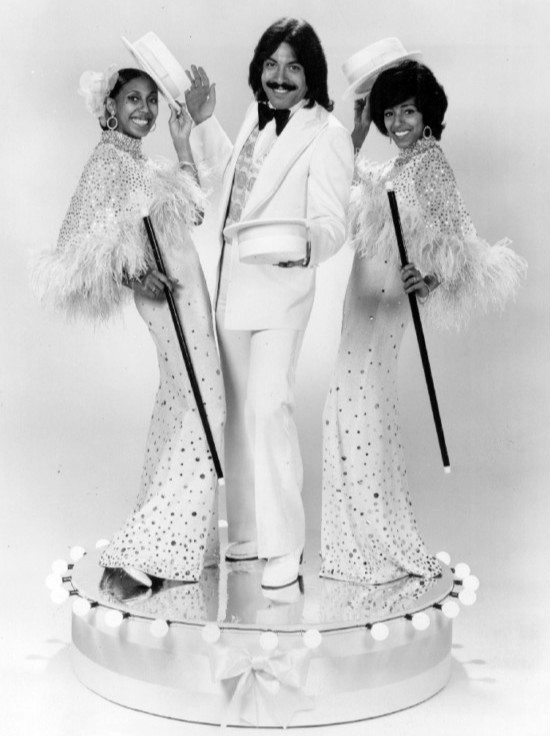
Dawn, 1974.

Tony Orlando and Dawn var en amerikansk popgrupp bestående av Tony Orlando, Telma Hopkins och Joyce Vincent Wilson. Under de första åren var gruppnamnet endast Dawn, och förutom Tony Orlando användes anonyma studiosångare. Gruppens största hitsinglar var "Candida" (1970) och "Tie a Yellow Ribbon Round the Ole Oak Tree" (1973).
Gruppen bildades sedan Tony Orlando fått en förfrågan att spela in låten "Candida" för skivbolaget Bell Records, trots att han var kontraktsbunden till ett annat skivbolag. Man bildade då studiogruppen Dawn för att dölja detta. "Candida" blev en stor internationell hitsingel 1970, och samma år släpptes "Knock Three Times" som i januari 1971 toppade Billboard Hot 100-listan.
Efter några moderata singelframgångar 1971-1972 nådde gruppen åter förstaplatsen i USA med "Tie a Yellow Ribbon Round the Ole Oak Tree". "Say, Has Anybody Seen My Sweet Gypsy Rose" nådde tredjeplatsen samma år och 1975 fick de sin sista Billboardetta med "He Don't Love You (Like I Love You)". Dawn upplöstes 1977 men har återförenats vid senare tillfällen.

## Diskografi

### Album
- Candida (1970)
- Dawn Featuring Tony Orlando (1971)
- Tie A Yellow Ribbon (1973)
- Tuneweaving (1973)
- Dawn's New Ragtime Follies (1973)
- Prime Time (1974)
- Candida & Knock Three Times (1974)
- Tony Orlando & Dawn II (1974)
- Golden Ribbons (1974)
- Greatest Hits (1975)
- He Don't Love You (Like I Love You) (1975)
- Skybird (1975)
- To Be With You (1976)
- The World of Tony Orlando & Dawn (1976)
- Christmas Reunion (2005)